# ロブ・ホーン
ロブ・ホーン（Rob Horne 1989年8月15日 - ）は 、オーストラリア出身のラグビー選手。ポジションはセンターバック。
ニューサウスウェールズ州のクラブラグビー選手権シュートシールドに参加するサザンディストリクツRCに所属。

## 人物
1989年8月15日、シドニーで生まれる。
正式名はRobert Horne。
身長186cm、体重86kg。
愛称はHorney、Hornedog、Hornebag。

## 来歴
2007年、ラグビーオーストラリア代表(Australian Schoonboys)に選出される。
2008年、スーパー14(現スーパーラグビー）のワラターズに入る。同年～2009年と2年連続で20歳以下代表に選出される。
2010年、ワラビーズに初選出、フィジー戦で代表デビュー。

## リンク
- Wallabies Profile